# Região da Selva
A Região da Selva é una sub-região turística da província de Misiones, Argentina.
Esta integrada pwlos departamentos de General Manuel Belgrano, San Pedro, Eldorado e grande parte do departamento de Iguazú.

## Atrativos
- Salto Gramado, em Bernardo de Irigoyen
- Museu Municipal Parque Schwelm, em Eldorado
- Salto Elena, em Eldorado
- Salto Küpper, em Eldorado
- Museu Arqueológico, em Puerto Esperanza
- Museu Imagens da Selva, em Puerto Iguazú
- Museu Trincheiras Mbororé, em Puerto Iguazú
- Centro de recepção de visitantes do Parque Nacional Puerto Iguazú, em Puerto Iguazú
- Museu Regional Puerto Bemberg, em Puerto Libertad
- Salto Central, em San Antonio
- Museu Cacique Bonifacio Maidana, em San Pedro
- Salto Alegría, em Tobuna